# Emma (film fra 1932)
 For alternative betydninger, se Emma. (Se også artikler, som begynder med Emma)
Emma er en amerikansk dramafilm fra 1932 instrueret af Clarence Brown. Manuskriptet blev skrevet af Leonard Praskins med historie af Frances Marion.
Filmen har Marie Dressler, Richard Cromwell, Jean Hersholt og Myrna Loy i hovedrollerne. Dressler blev nomineret til en Oscar for bedste kvindelige hovedrolle ved Oscaruddelingen 1932, for hendes rolle i filmen.